# They Don't Make Them Like They Used To
They Don't Make Them Like They Used To è un album in studio del musicista statunitense Kenny Rogers, pubblicato nel 1986.

## Tracce
1. This Love We Share – 4:32 (Jay Graydon, David Malloy)
2. If I Could Hold On to Love – 4:16 (Randy Goodrum, Steve Lukather)
3. You're My Love – 4:09 (Joey Coco)
4. Time for Love – 3:24 (Anthony LaPeau, Randy Stern)
5. They Don't Make Them Like They Used To (Theme from Tough Guys) – 4:32 (Burt Bacharach, Carole Bayer Sager)
6. Life Is Good, Love Is Better – 3:59 (Malloy, Steve Davis, Dennis Morgan)
7. Just the Thought of Losing You – 4:14 (Michael Bolton, Jonathan Cain)
8. Anything at All – 4:36 (Dave Loggins)
9. After All This Time – 4:18 (Steve Dorff, Peter Beckett)
10. Twenty Years Ago – 3:44 (Wood Newton, Mike Noble, Michael Spriggs, Dan Tyler)